# Sungai Kuning (Singingi)
Sungai Kuning is een bestuurslaag in het regentschap Kuantan Singingi van de provincie Riau, Indonesië. Sungai Kuning telt 3036 inwoners (volkstelling 2010).